# Harald Strøm
Harald Aleksander Strøm, född 14 oktober 1893 i Horten, död där 25 december 1977, var en norsk hastighetsåkare på skridskor som var världsmästare, europamästare och hade världsrekordet på 5 000 m. I OS 1924 var han den norska fanbäraren. Han var också fotbollsspelare och spelade 16 matcher med det norska landslaget.
1921 tilldelades Strøm Egebergs Ærespris.